# Zmienna związana
Uzasadnienie:  artykuł Kwantyfikator zawiera więcej informacji na ten temat niż ten artykuł 
Zmienna związana – w odróżnieniu od zmiennej wolnej taka zmienna, która znajduje się w zasięgu operatora. Za zmienne związane nie można podstawiać innych wyrażeń.
Przykładem zmiennych związanych mogą być zmienne związane przez kwantyfikatory.